# Syngnathinae
Syngnathinae é uma subfamília de pequenos peixes pertencentes à ordem dos Syngnathiformes, conhecidos pelo nome comum de peixes-cachimbo. Em conjunto com os cavalos-marinhos e dragões-do-mar, com os quais são estritamente aparentados, formam a família Syngnathidae.

## Géneros
A subfamília Syngnathinae inclui os seguintes géneros:
- Acentronura Kaup, 1853
- Amphelikturus
- Anarchopterus Hubbs, 1935
- Apterygocampus Weber, 1913
- Bhanotia Hora, 1926
- Bryx Herald, 1940
- Bulbonaricus Herald in Schultz, Herald, Lachner, Welander and Woods, 1953
- Campichthys Whitley, 1931
- Choeroichthys Kaup, 1856
- Corythoichthys Kaup, 1853
- Cosmocampus Dawson, 1979
- Doryichthys Kaup, 1853
- Doryrhamphus Kaup, 1856
- Dunckerocampus Whitley, 1933
- Enneacampus Dawson, 1981
- Entelurus Duméril, 1870
- Festucalex Whitley, 1931
- Filicampus Whitley, 1948
- Halicampus Kaup, 1856
- Haliichthys Gray, 1859
- Heraldia Paxton, 1975
- Hippichthys Bleeker, 1849
- Hypselognathus Whitley, 1948
- Ichthyocampus Kaup, 1853
- Idiotropiscis
- Kaupus Whitley, 1951
- Kimblaeus Dawson, 1980
- Kyonemichthys
- Leptoichthys Kaup, 1853
- Leptonotus Kaup, 1853
- Lissocampus Waite and Hale, 1921
- Maroubra Whitley, 1948
- Micrognathus Duncker, 1912
- Microphis Kaup, 1853
- Minyichthys Herald and Randall, 1972
- Mitotichthys Whitley, 1948
- Nannocampus Günther, 1870
- Nerophis Rafinesque, 1810
- Notiocampus Dawson, 1979
- Penetopteryx Lunel, 1881
- Phoxocampus Dawson, 1977
- Phycodurus Gill, 1896
- Phyllopteryx Swainson, 1839
- Pseudophallus Herald, 1940
- Pugnaso Whitley, 1948
- Siokunichthys Herald in Schultz, Herald, Lachner, Welander and Woods, 1953
- Solegnathus Swainson, 1839
- Stigmatopora Kaup, 1853
- Stipecampus Whitley, 1948
- Syngnathoides Bleeker, 1851
- Syngnathus Linnaeus, 1758
- Trachyrhamphus Kaup, 1853
- Urocampus Günther, 1870
- Vanacampus Whitley, 1951